# 沖ノ上
沖ノ上（おきのかみ）は、埼玉県上尾市にかつて存在した大字。郵便番号は362-0000。
市の統計などでは大石地区に属していた。沖の上と記される場合があった。

## 地理
埼玉県の県央地域で上尾市中央部の主に大宮台地上に位置していた地区である。現在の浅間台の大半、および中妻、井戸木、小泉、泉台、春日、弁財、原新町の各一部に当たる。
西部を鴨川が流れ、周囲の低地には水田や沼沢地があった。台地との境界は傾斜が緩やかで、その境界は不明瞭である。地区内は後述の通り耕作地が多かった。
かつての隣接大字は時計回りに東側は久保や上尾宿、南側は柏座、谷津（飛地）、春日谷津（現、春日）、弁財、西側は小泉、北側は中妻、桶川町大字町谷と隣接する。沖ノ上の飛地（字宮山）が大小複数あり、井戸木とも隣接していた。地区の東部は弁財や中妻の飛地があり、他の大字との境界が複雑に錯綜していた。
1971年（昭和46年）に協議の結果沖ノ上の八つある小字のひとつの浅間台（せんげんだい）から名を採り浅間台（あさまだい）と称する行政町名が新設されるなど、相次ぐ区画整理事業による地番整理によりほぼ消滅したものの、沖ノ上は長らく浅間台と並存した状況が続き、晩年は埼玉県道323号上尾環状線の鴨川橋の川下側から親橋の間の河川区域に取り残される形で字川西および字宮山が非常に細長い半円形の残部として僅かに残されていた。
2016年（平成28年）9月17日小泉五丁目の成立により、同じ大石地区の中妻や小泉などのように地名が新町名などに継承されることなく完全に消滅した。地名の廃止後も施設名などにその名残を残す例が見られるものだが、かつての区域内には沖ノ上の名が付く施設等は残されていない。上尾市の消滅した大字・町名は、沖ノ上が唯一である。

## 歴史
もとは江戸期より存在した武蔵国足立郡大谷領に属する沖ノ上村、古くは中世末期頃より見出せる伊奈荘に属されていたと云う。沖ノ上村は漢字で沖之上村と記される場合がある。正保の頃は沖村、元禄の頃は上村と記されていたが、それ以降より沖ノ上と称されるようになったと云われている。地名は諸説あり、「沖」とは広々とした田畑を意味し、上村（現大字上）の方角にある広い田畑という意味がある。
村高は正保年間の『武蔵田園簿』では沖村として250石（田90石余、畑141石余）、『元禄郷帳』および『天保郷帳』によると283石であった。化政期の戸数は30軒余で、村の規模はおよそ東西15町南北13町余であった。高札場が村の西部にあった。
1573年（天正18年）より旗本西尾氏の知行地、後に1602年（慶長7年）立藩して原市藩となる。1618年（元和4年）より西尾氏の移封により上知され幕府領となる。1624年（寛永元年）より旗本柴田氏の知行地となる。なお検地は1661年（寛文元年）に実施。1698年（元禄11年）より、再び幕府領となる。1768年（明和5年）より川越藩（松平家）領となるが、間もなく上知される。
明治期に入ると寺社領を除き新政府の直轄地となり、府藩県三治制が布かれ武蔵知県事の管轄となる。寺社領は1871年（明治4年）1月5日 (旧暦)寺社領上知令で府藩県に帰属された。
1880年代は農地の割合が49.5 %（田8.8 %、畑40.7 %）、宅地が8.7 %、山林が36.1 %、原野が0.8 %で、1950年代でも山林が開墾されて農地がやや広がったが、大きな変化は特に見られなかった純農村地域であった。山林はいわゆる武蔵野の平地林である。民家は疎らであった。大宮台地上に位置する地域に当たるため畑作が中心で、麦や米、大豆、甘藷などを主に生産出荷していた。戦後までは養蚕も盛んであった。1875年（明治8年）の農業産物高は武蔵国郡村誌によると米45石、大麦104石、小麦32石、大豆12、小豆6石、栗24石、甘藷10800貫であった。
なお、その後の上尾町が市制施行された後に大部分が浅間台となった1980年代では、区画整理事業により曲がりくねった狭い農道は廃道されると共に碁盤の目状に道路が整備され、農地や山林が開発されて景観は一変、古くからの農家や農地は市街地の中に残るが、住宅地が激増し都市的土地利用の比重が高い住宅都市に変貌を遂げている。
- 幕末の時点では足立郡沖ノ上村であった。明治初年の『旧高旧領取調帳』の記載によると、代官大竹左馬太郎支配所が管轄する幕府領であった[13][20][21][注釈 13]。
- 1868年（慶応4年：明治元年）6月19日 (旧暦) - 旧幕府領が武蔵知県事・山田政則（忍藩士）の管轄下となる。
- 1869年（明治2年）
  - 1月28日 (旧暦) - 武蔵知県事・宮原忠治の管轄区域をもって大宮県が発足、同県の管轄となる。県庁は東京府馬喰町に設置。
  - 9月29日 (旧暦) - 県庁が浦和に置かれ浦和県に改称される。
- 1871年（明治4年）11月13日 (旧暦) - 第1次府県統合により埼玉県の管轄となる。
- 1872年（明治5年）3月 - 大区小区制施行により第19区に属す[15][22]。
- 1872年（明治5年）11月 - 薬王寺が廃寺となる[23][24]。堂宇の一部（後の集会所）が残される。
- 1879年（明治12年）3月17日 - 郡区町村編制法により成立した北足立郡に属す。郡役所は浦和宿に設置。
- 1882年（明治15年） - 改正教育令（第2次教育令）が公布され、旧薬王寺に伊奈学校を開設する。学区は沖ノ上村のほか小泉村・中妻村・春日谷津村・弁財村・川村であった。
- 1883年（明治16年）7月28日 ‐ 地内[注釈 14]に日本鉄道の第1期線（現JR東日本高崎線上野 - 熊谷間）が開業する。駅はなし。
- 1884年（明治17年）7月14日 - 連合戸長役場制により成立した小泉村連合に属す。連合戸長役場は小泉村に設置[15]。
- 1886年（明治19年）4月1日 - 橘学校（徳星寺）、青里学校（東栄寺）伊奈学校が改廃されて新たに古泉学校（現上尾市立大石小学校）が創設され、第三校舎を地内の旧伊奈学校に開設する[25][26][27]。学区は伊奈学校を継承。
- 1887年（明治20年）4月7日 - 古泉学校の第三校舎が、第一・第二校舎と共に小泉村上谷937番地（現在の小泉9丁目16番地の辺りで、現在地とは異なる。）の旧名主の民家を購入し、改修したのちに移転される[25][28]。その後旧第三校舎は村の集会場となる[24]。
- 1889年（明治22年）4月1日 - 町村制施行に伴い、沖ノ上村を含む区域をもって大石村が成立。沖ノ上村は大石村の大字沖ノ上となる。
- 1907年（明治40年） ‐ 地内の村社の氷川神社他が小泉の氷川神社に合祀される[注釈 15]。合祀後は八合神社に改称された。
- 1919年（大正8年）3月 ‐ 彼岸頃、氷川神社[注釈 16]の火事により本殿および祭器具を焼失する[29]。鳥居や神輿、獅子頭、山車の車輪が焼け残った。
- 1947年（昭和22年） - 旧薬王寺である村の集会所が全焼し、祭器具を焼失する。ご本尊の薬師如来厨子（やくしにょらいずし）および獅子頭は火事現場から運び出され現存する。その後建材となる木材を村の共有地等から調達して瓦葺の集会所が再建された[24][29]。
- 1955年（昭和30年）1月1日 - 町村合併促進法の施行に伴い、大石村が上尾町、平方町、原市町、上平村、大谷村、と合併により新たな上尾町となる[30]。上尾町の大字となる。
- 1958年（昭和33年）
  - 10月15日 - 学校事務組合共立（北足立郡上尾町、桶川町、伊奈村の2町1村）上尾商業高等学校（同年4月創設[31]）が上尾中学校の仮校舎より移転される[32]。なお、1960年（昭和35年）4月1日に県立校に移管され、校名を埼玉県立上尾高等学校に改称する[32]。
  - 7月15日 - 上尾町が市制施行され[30]、上尾市の大字となる。
- 1960年（昭和35年）4月 - 上尾市の工場誘致条例により地内に東京光金属（本社岡山県）の工場（敷地0.66ヘクタール）が建設され操業を開始する[33]。従業員は100人で、自動車のエンジン部品を製造していた。
- 1961年（昭和36年）3月12日 - 地区北部を通る県道上尾伊奈線（現埼玉県道323号上尾環状線、通称BS通り）が完成する[34]（開通は1962年（昭和37年）[28]）。
- 1963年（昭和38年）7月 - BS社宅（現、ブリヂストンサイクル浅間台社宅）の1号棟が落成する。なお翌年5月に2号棟、1968年（昭和43年）に3号棟（落成月不明）、1970年（昭和45年）1月に4号棟が落成する[34]。
- 1966年（昭和41年）7月1日 - 大字沖ノ上の一部と柏座・春日谷津・弁財の各一部を併合して春日が一部で住居表示を実施して成立[8][35]。また、同日大字沖ノ上の一部と弁財・柏座・谷津の各一部を併合して弁財一・二丁目が成立する[36]。
- 1967年（昭和42年）
  - 2月20日 - 浅間台土地区画整理事業の都市計画決定[37]。
  - 7月1日 - 大字沖ノ上、久保、中妻、弁財の各一部より原新町が成立する[36][38][39]。町名は小字のひとつの原から名を採った。
  - 11月6日 - 浅間台土地区画整理事業の起工式が挙行される[34]。
- 1971年（昭和46年）8月7日 - 浅間台土地区画整理事業の完成により土地区画整理法による換地処分を実施[40]、大字沖ノ上、および大字中妻、柏座、小泉、弁財の各一部より浅間台が成立する[13][34][41]。また、同日大字沖ノ上、中妻の各一部より中妻（一・二丁目）が成立する[42][注釈 4]。
- 1972年（昭和47年）
  - 5月31日 - 浅間台土地区画整理事業が完了する[34]。
  - 12月26日 - 鴨川土地区画整理事業の都市計画決定[37]。
- 1984年（昭和59年）2月17日 - 地区内を流れる鴨川の改修工事に着手する[43]。
- 1985年（昭和60年）10月2日 - 鴨川土地区画整理事業の完成により地番変更を実施、大字沖ノ上、中妻、井戸木、小泉の各一部より中妻（三・五丁目）が成立する[13][44]。また、同日大字沖ノ上、小泉、井戸木、中妻、藤波、中分の各一部より泉台が成立する[44]。また、同日大字沖ノ上、井戸木、小泉、中妻の各一部から井戸木一・四丁目が成立する[44]。
- 1987年（昭和62年）1月17日 - 小泉土地区画整理事業の都市計画決定[37]。
- 2016年（平成28年）9月17日 - 小泉土地区画整理事業の完成により地番変更を実施、大字沖ノ上の残部（字川西、字宮山）が小泉五丁目に編入される。これにより大字沖ノ上は消滅する[37][45][注釈 6]。

### 存在していた小字
- 川西[13][注釈 17]
- 川東[注釈 18]
- 台原[注釈 19]
- 宮山[注釈 20][注釈 21]
- 浅間台
- 原
- 久保[注釈 22]
- 沼上[注釈 23]

## 世帯数と人口
世帯数と人口は1876年（明治9年）では46世帯、211人、1889年（明治22年）では265人、1970年（昭和45年）では848人、1978年（昭和53年）1月1日時点では64世帯239人であった。

## 小・中学校の学区
市立小・中学校に通う場合、学区（校区）は以下の通りであった。
| 大字       | 番地 | 小学校             | 中学校             |
| ---------- | ---- | ------------------ | ------------------ |
| 大字沖ノ上 | 全域 | 上尾市立大石小学校 | 上尾市立大石中学校 |

## 交通

### 鉄道
当地区の東部を国鉄高崎線が通っていたが、駅はない。なお、後年設置された北上尾駅はかつての大字沖ノ上字原の場所に当たる。その駅ができるまでは、同じ場所に後述の道路の踏切があった。

### 道路
当時の道路は区画整理により廃道となりほとんど残されていない。上尾高等学校のすぐ北側の緩い「S」の字を描く道路や、並木通りの中妻3丁目交差点付近よりすぐ南西側に並木通りに南東方向へ並行する道路は、区画整理の際に一部付け替えられていて完全に一致しないが、当時の道路の名残である。その上尾高等学校のすぐ北側の道は高崎線を踏切で渡り、地区の東端を通る中山道（現、埼玉県道164号鴻巣桶川さいたま線）に通じていた。鴨川には現在の浅間台大公園の南角付近に子橋が架けられ小泉に通じていたが、1997年（平成9年）12月12日撤去され、下流側に場所を変えて架け替えられている。
- 埼玉県道323号上尾環状線 - 晩年は地区の北端を掠めていた。

## 祭事
下記以外にも神楽が薬王寺または氷川神社の境内にて奉納、上演されていた。沖ノ上の神楽師が結成した「共盛座」の「沖村の神楽」は近隣の村々からも大好評で各所から多数の公演依頼もあったが、神楽師もいなくなり昭和40年頃より途絶えた。
- 歳旦祭（初詣）[29] - 1月1日
- 春祈祷祭（獅子廻し） - 3月1日

氷川神社にて行われる無病息災と五穀豊穣を願う祭り。獅子頭を納めた神輿が地内を一軒一軒廻り厄払いする。晩年は住民が増加し区画整理の工事を期に行われなくなった。
- 花祭り（お釈迦様） - 5月8日

薬王寺の灌仏会。花御堂を花で飾る。
- 初山祭（浅間様） - 7月1日

富士塚がある浅間社にて行われる子供の健やかな成長を願う祭り。
- 祇園祭（夏祭り） - 7月14日

氷川神社で行われる疫病退散を願う祭り。山車や神輿の巡行も行われていた。八合神社の合祀前は大変賑やかだったと云う。1919年の火事で祭器物も焼失した後は春祈祷祭のように獅子頭が地内を巡行した。
- 大山講（灯籠初め） - 7月26日
- 大山講（灯籠終い） - 8月17日

薬王寺（集会所）の墓地南隅に灯籠を上記の間設置して行われていた。なお、浅間台となった区画整理後は氷川神社に場所を移し、電灯による点燈に改められている。
- 薬師祭 - 9月8日

婦人会活動の一環として戦後に薬王寺境内地（集会所）にて祭の余興として催された踊りが、後の浅間台大公園の納涼盆踊り大会となる。
- 例祭（お日待ち） - 10月14日

氷川神社で行なわれる所謂収穫祭。神前に産物などのお供え物を奉献して収穫の感謝をする。甘藷栽培等の売上金を受領に全戸が集まった。
- 氷川神社注連飾り - 12月30日

新年を迎えるための準備。神域の清掃や注連縄張りを行なう。

## 施設など
寺院は新義真言宗 薬王寺（新義真言宗、日乗院末）があったが、上述の通り1872年（明治5年）11月廃寺となり、堂宇の一部は伊奈学校や古泉学校の時期を経たその後集会所（現、浅間台会館）となった。なお、所在地が浅間台になった1978年（昭和53年）1月にお堂が集会所の敷地に併設するように再建され、集会所の中に安置されていた薬王寺のご本尊が独立安置された。
神社は大字沖ノ上字宮山707（現中妻にある宮前公園の東側付近）に1714年（正徳4年）建立の薬王寺持の氷川神社（現浅間台氷川神社）が鎮座していたが、1894年（明治27年）に神明社の跡地であり現在地となる沖ノ上台原446-1〜3、同447-1〜3の場所に鳥居や祭器具とともに遷座された。また、地区内で現在の浅間台二丁目1-1の区画の中央でやや西寄りの場所には沖ノ上の小字浅間台（せんげんだい）の名前の由来となった浅間塚と称される富士塚（取り壊され現存しない）があり、浅間神社が鎮座していた。ほかには庚申社、八雲社、八幡稲荷社、雷電社、稲荷社などがあり、これらは1907年（明治40年）に小泉の氷川神社に合祀され、八合神社（畔吉村と藤波村を除く大石村の旧周辺八ヶ村にあった鎮守を合祀したのでこの名がある）に改称された。
大東亜戦争の頃は陸軍桶川飛行学校（現、桶川飛行学校平和祈念館およびホンダエアポート）の関連施設である陸軍探照灯基地が沖ノ上地内（現在の浅間台地内に相当）に設けられていた。そこで働く軍人たちは周辺の民家に終戦の頃まで宿泊していたという。
その他、晩年は埼玉県立上尾高等学校や、4階建てのBS社宅などや、鴨川に架かる当時の子橋の川上側に河川施設として農業用堰が設置されていた（子橋の移築後の河川改修の際に撤去）。